# Stephanostomum californicum
Stephanostomum californicum är en plattmaskart. Stephanostomum californicum ingår i släktet Stephanostomum och familjen Acanthocolpidae. Inga underarter finns listade i Catalogue of Life.